# Maurice Cambois
Didier Philippe Maurice Cambois, né le 7 septembre 1908 à Versailles (Seine-et-Oise) et décédé le 28 décembre 1949, est un militaire français. Ingénieur aéronautique, il a été en 1945 le premier directeur du Centre d'essais en vol de Brétigny-sur-Orge.

## Biographie
Né en 1908, Maurice Cambois intègre l’École polytechnique dans la promotion 1928. 
En 1938, quand Henri Ziegler (X promotion 1926) prend la direction technique du Centre d'Essais en Vol (CEV) qui succède au Centre d'essais du matériel aérien à Villacoublay, il a pour adjoints deux ingénieurs de l'Air des promotions suivantes : Maurice Cambois (X28) et Louis Bonte (X27), tous deux pilotes d'essais. Avec eux, une grande équipe de pilotes d'essais issus de Polytechnique, particulièrement connus, passera par le CEMA :
- Jacques Lecarme (X 26), brevet no 24 ;
- Jacques Tuffal (X26), brevet no 45 ;
- Paul Badré (X26), brevet no 43 ;
- François Polart (X27) ;
- René Gervais (X28) ;
- Albert Ladousse (X27) ;
- Armand Viguier (X27)[3].

Le CEMA fut transféré en 1939 à Orléans-Bricy, puis en 1940 à Toulouse-Blagnac. Il est mis en sommeil de 1940 à 1944. Durant cette période, Maurice Cambois participe à la Résistance en liaison avec de nombreux camarades ingénieurs aéronautiques, pilotes et/ou officiers de l'Armée de l'air.
Dès la Libération de la France, en août 1944, il reprend son activité à Marignane et le nom de Centre d'Essais en Vol sous la direction de l’ingénieur en chef Maurice Cambois. En août 1945, le CEV est transféré à Brétigny-sur-Orge libéré par les Américains. Maurice Cambois devient donc le premier directeur du Centre d'essais en vol de Brétigny-sur-Orge, fonction qu’il conserve jusqu’en 1947.
En 1946, avec les ingénieurs et pilotes François Hussenot et Charles Cabaret, il fonde l’École du personnel navigant d'essais et de réception (EPNER) sur le site du CEV.
En septembre 1947, l’activité de pilotage de loisirs des personnels de l’ensemble des bases d’essais du Centre d’Essais en Vol est regroupée dans un seul club baptisé « Aéroclub Maurice Cambois » en son honneur. 
En juin 1948, sous son impulsion et celle du contrôleur général Charles Ceccaldi est créée l’Amicale des Anciens des Essais en Vol (AAEV), avec 66 membres fondateurs et sous le patronage du ministère de l'Air. Maurice Cambois fut le premier président de l'association. La première assemblée générale eut lieu en novembre 1948. Le numéro 1 du Bulletin de l’AAEV parut en avril 1949. Dans son éditorial, Maurice Cambois  précise le but de l’association : « Regrouper tous ceux qui, à titre quelconque, ont appartenu au beau métier des essais en vol, venir en aide aux moins favorisés, aider et conseiller les jeunes : tel est le programme de l’AAEV. » Par arrêté du 10 juillet 1995, l'association devient « Association Amicale des Essais en Vol » et compte actuellement plus de 500 adhérents.
En 1948, Maurice Cambois laisse la direction du CEV à l’ingénieur en chef Louis Bonte, son ancien camarade du CEMA en 1938, qui conservera cette fonction jusqu’en 1958. Maurice Cambois prend alors les fonctions de Directeur Adjoint de la Direction technique et industrielle (DTI). 
Il décède le 28 décembre 1949. Il repose dans le cimetière de Saint-Benoît-sur-Loire, Loiret.

## Distinctions
- Chevalier de la Légion d'honneur (4 juin 1946)[7]

## Publications
- Maurice Cambois, Considérations sur la conduite et l'exploitation des essais de qualités de vol des avions, Paris, Dunod - Les essais en aéronautique, 1945.

## Hommages
Le bâtiment abritant la direction du CEV de Brétigny a été nommé « Cambois » en son honneur.